# Erik Bazinyan
Erik Bazinyan (* 21. Mai 1995 in Jerewan, Armenien) ist ein armenisch-kanadischer Profiboxer im Supermittelgewicht.
Bazinyan emigrierte im Alter von 16 Jahren mit seiner Familie nach Kanada. Bis dahin war er Teil der armenischen Nationalmannschaft im Boxen.

## Profikarriere
Bazinyan debütierte am 21. September 2013 mit einem Sieg über Matt Heim durch klassischen K. o. in der 1. Runde.
Im Jahre 2016 kämpfte er unter anderem gegen den Deutschen Aro Schwartz in einem auf 10 Runden angesetzten Kampf um den vakanten Jugendweltmeisterschaftstitel des Verbandes WBO und bezwang ihn nach Punkten, dabei konnte er jede Runde für sich entscheiden.